# Asiatische Menschenrechtskommission
Die Asiatische Menschenrechtskommission (international gebräuchlich ist die englische Bezeichnung Asian Human Rights Commission, abgekürzt AHRC) ist eine nichtstaatliche Organisation für Menschenrechte, deren Fokus auf der Stärkung der Rechtsstaatlichkeit, der Demokratie sowie dem Kampf gegen Folter, Hunger und Rassismus in Asien liegt. Einige hundert Mitarbeiter sind Teil eines Informationsnetzwerkes in verschiedenen Ländern Asiens. Der Hauptsitz der Organisation ist in Hongkong.

## Organisatorische Struktur
Es besteht ein Beirat aus zwölf Mitgliedern (Rechtswissenschaftler, Professoren, Richter) sowie ein Vorstand aus sechs Mitgliedern, der zweimal jährlich zusammenkommt. Die Asiatische Menschenrechtskommission arbeitet mit mehreren Partnerorganisationen zusammen und beschäftigt Mitarbeiter in der Verwaltung, der Projektarbeit und im Außendienst.

## Problemstellung
- fehlende Rechtsstaatlichkeit und Nichteinhaltung von Artikel 2 des Internationalen Pakts über bürgerliche und politische Rechte (ICCPR)
- Verschwindenlassen von Menschen durch Staatsgewalt
- Folter und außergerichtliche Tötungen
- Ungerechte Verteilung von Nahrungsmitteln innerhalb der Länder Asiens

## Projekte
- Dringlichkeitsappelle (Urgent Appeals) als Notgesuche dringender Angelegenheiten werden täglich an mehrere hunderttausend Empfänger verteilt
- Menschenrechtschulungen werden in verschiedenen Ländern Asiens abgehalten, um die Bürger über ihre Rechte zu informieren
- Die Asiatische Menschenrechtscharta und Charta für Rechtsstaatlichkeit
- Newsletter zu Themen wie Religion und Menschenrechte, Recht auf Nahrung und Menschenrechtssolidarität u. a.

## Geschichte
Die Idee zur Errichtung der Organisation wurde bei einem Treffen 1983 in Singapur entwickelt. Am 10. Dezember 1984, dem internationalen Tag der Menschenrechte, gründeten Richter und Professoren die Asiatische Menschenrechtskommission. Im Jahr 1986 erfolgte die offizielle Eintragung in Hongkong. Die Arbeit der Organisation geschah unter der Hilfe der Christenkonferenz Asien (CCA). Von 1993 bis 1994 wurde die Asiatische Menschenrechtscharta entwickelt und herausgegeben. Heute hat die Organisation ihren festen Sitz in Hongkong. Unter großem Einsatz von IT konnte sie ein weitreichendes Informationsnetzwerk in den Ländern Asiens aufbauen.
Die Stockholmer Right Livelihood Award Stiftung verlieh im September 2014 der Kommission zusammen mit ihrem Aktivisten Basil Fernando den Right Livelihood Award, besser bekannt als Alternativer Nobelpreis, „für seine unermüdliche und herausragende Arbeit für die Umsetzung der Menschenrechte in Asien und deren Dokumentation“.